# Dichelacera adusta
Dichelacera adusta är en tvåvingeart som beskrevs av Wilkerson 1981. Dichelacera adusta ingår i släktet Dichelacera och familjen bromsar. Inga underarter finns listade i Catalogue of Life.